# Réserve Naturelle de l'Amana
Réserve Naturelle de l'Amana (franska: Réserve Naturelle de l’Amana) är ett naturreservat i Franska Guyana (Frankrike). Det ligger i den norra delen av landet, 180 km nordväst om huvudstaden Cayenne.